# Велетні (роман)
«Велетні» (фр. Les Géants) — науково-фантастичний роман французького письменника Жана-Марі Гюстава Ле Клезіо, вперше надрукований 13 квітня 1973 року видавництвом Галлімар.

## Сюжет
Роман справді засуджує сучасний світ, який впав у летаргію завдяки опису магазину, розташованого на півдні Франції: Гіперполіс.

## Видання

### Перше франкомовне видання
Le Clézio, J. M. G (13 квітня 1973). Les Géants (фр.). Paris: Gallimard. с. 320. ISBN 978-2-07-028426-9. OCLC 67479560.

### Друге франкомовне видання
Le Clézio, J. M. G (1973). Les Géants (фр.). Paris: Gallimard,LE CHEMIN. с. 320. ISBN 978-2-07-028426-9.

### Перше англомовне видання у США
Le Clézio, J. M. G (1973). The Giants. Переклад: Simon Watson Taylor. New York: Atheneum. ISBN 978-0-689-10661-3.

### Перше англомовне видання у Великій Британії
Le Clézio, J. M. G (1973). The Giants. Переклад: Simon Watson Taylor. London: Cape. ISBN 9780224011518. OCLC 150450426.